# 김선희 (바둑 기사)
김선희(金善熙, 1974년 ~ )은 대한민국의 아마추어 바둑 기사이다.

## 약력
부산에서 서울로 상경하여 제8회 1996년 쌍용배 바둑여왕전 최강부 우승, 같은 해 제8회 세계바둑여왕전 한국대표 출전 1997년 KBS 바둑왕전 보조 진행자, 1998년 EBS 바둑교실 보조 진행자, 2000년 부산시민바둑대회 여성부 우승, 2002년 KBS 바둑왕전 계시자, 같은 해인 KBS바둑대축제 여성부 우승, 여류 바둑으로 활동했다.